# Здрада (Поморське воєводство)
Здрада (пол. Zdrada, нім. Mechenhof) — село в Польщі, у гміні Пуцьк Пуцького повіту Поморського воєводства.
У 1975-1998 роках село належало до Гданського воєводства.